# 伊利-阿贝尔·卡里埃

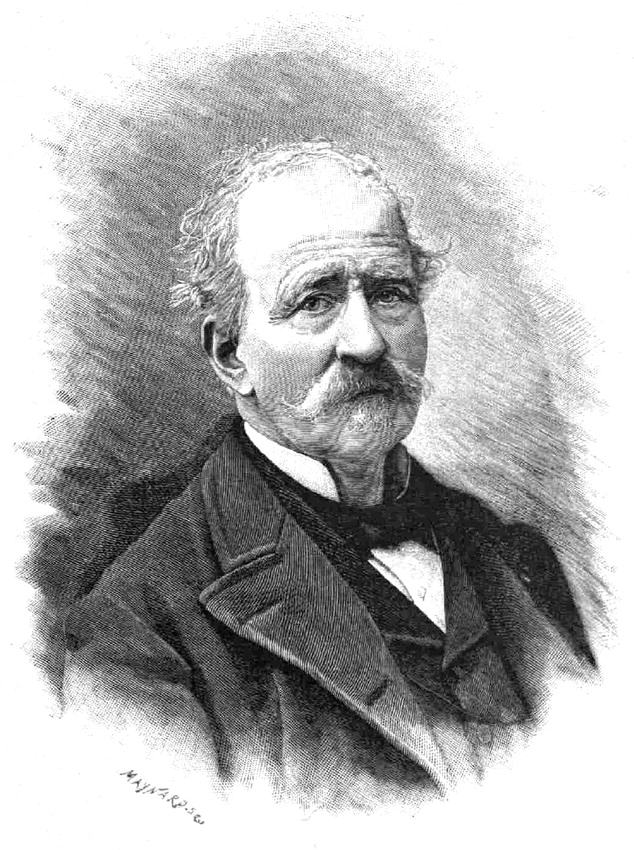
伊利-阿贝尔·卡里埃

伊利-阿贝尔·卡里埃（1818年6月4日—1896年8月17日），法国植物学家，1850年代至1870年代间松柏门方面的学术权威。